# Neftejoegansk
Neftejoegansk (Russisch: Нефтеюганск) is een stad in het Russische autonome district Chanto-Mansië van de oblast Tjoemen in het noorden van West-Siberië aan de rand van het West-Siberisch Laagland. De stad ligt op een eiland ten zuiden van de rivier de Ob en ten noorden van de rivier de Joeganskaja Ob tegenover de veel grotere stad Soergoet aan de andere zijde van de rivier de Ob. Neftejoegansk ligt op 50 kilometer van Pyt-Jach, 250 kilometer ten oosten van Chanty-Mansiejsk (over de weg) en 760 kilometer ten noordoosten van Tjoemen en is het bestuurlijk centrum van het district Neftejoeganski.

## Geschiedenis
Voor de stichting van de stad lag er het dorpje Oest-Balyk ("monding van de Balyk") aan de samenloop van de rivier de Balyk (Wogoels (Chantisch) hydroniem: "vis") met de Joeganskaja Ob. In juli 1961 werd het aardolieveld Oest-Balyski aangetroffen en in oktober 1962 werd de grootste put ooit in oblast Tjoemen geslagen met 800 ton olie per dag, waarna in februari 1966 de staatsonderneming Joegansneftegaz werd gesticht als plaatsvormende onderneming. Joegansk is de lokale Wogoelse naam voor een rivier in de buurt, nefte komt van neft ("olie") en gaz betekent "gas". De plaats Neftejoegansk zelf ontstond in 1962 en kreeg in 1964 de status van nederzetting met stedelijk karakter en op 16 oktober 1966 de status van stad onder okroegjurisdictie (van Chanto-Mansië). Op hetzelfde moment werd het district Neftejoeganski, waar de stad het bestuurlijk centrum van werd, afgescheiden van het district Soergoetski. De stad groeide uit tot een van de grootste oliesteden in de Centrale-Obregio.
In de jaren 90 werd het olie-industriebedrijf Joegansneftegaz eigendom van oliebedrijf Yukos (Joekos), waarvan 'Joe' uit de naam van het oliebedrijf uit de naam Neftejoegansk afkomstig is (de overige letters 'kos' zijn afkomstig van de olieraffinaderij Koejbysjev-Org-Sintez in Samara, dat in de Sovjettijd 'Koejbysjev' heette). In tegenstelling tot de 'rode oligarch' Vladimir Bogdanov van Soergoetneftegaz aan de andere kant van de Obrivier stak Yukos nauwelijks geld in de stad, als gevolg waarvan de stad veel armer werd dan Soergoet. Bovendien ontsloeg Yukos binnen 2 jaar 44.500 van de 60.000 werknemers van het oliebedrijf. De salarissen bij Yukos lagen ook veel lager, waardoor veel werknemers werk probeerden te zoeken in Soergoet, waar ze beter werden betaald. Dit was echter niet eenvoudig, daar de huizenprijzen er veel hoger liggen.
In juni 1998 werd de burgemeester van Neftejoegansk, Vladimir Petoechov, die een criticus was van Yukos handelwijze, doodgeschoten, waarop een medewerker van Yukos, Aleksej Pitsjoegin, werd aangeklaagd voor de moord en veroordeeld in 2006 tot 24 jaar celstraf. Op 20 september van dat jaar werd onderburgemeester Dmitri Jegortsev aangevallen en verwond met een mes. Igor Gribanov, een andere onderburgemeester stierf tijdens een brand in zijn huis in 2006.
Sinds januari 2005 is Joegansneftegaz onderdeel van staatsoliebedrijf Rosneft. In maart 2004 bedroeg het gemiddelde salaris 15.288 roebel. Het stadsbestuur is momenteel bezig om te pogen de levensstandaard van de inwoners in de stad te verhogen.

## Demografie
Op 1 januari 2006 werd het aantal inwoners geschat op 112.600 mensen. De bevolking van de stad is sinds de stichting alleen maar gegroeid. Ook na de val van de Sovjet-Unie is de stijgende trend gebleven. De stad is relatief jong met een gemiddelde leeftijd van 30 jaar.
| Ontwikkeling van het inwoneraantal |      |        |        |        |         |
| Jaar                               | 1959 | 1970   | 1979   | 1989   | 2002    |
| Bevolking                          | 600  | 16.700 | 52.400 | 93.900 | 107.800 |

## Zustersteden
- Anklam (Duitsland)
- Târgovişte (Roemenië)